# Garacharma
Garacharma è una città censuaria indiana di 9.431 abitanti, nel distretto di Andaman Meridionale, nello territorio federato delle Andamane e Nicobare. In base al numero di abitanti la città rientra nella classe V (da 5.000 a 9.999 persone).

## Geografia fisica
La città è situata a 11° 37' 0 N e 92° 43' 0 E e ha un'altitudine di 72 m s.l.m.

## Società

### Evoluzione demografica
Al censimento del 2001 la popolazione di Garacharma assommava a 9.431 persone, delle quali 5.021 maschi e 4.410 femmine. I bambini di età inferiore o uguale ai sei anni assommavano a 1.157, dei quali 569 maschi e 588 femmine. Infine, coloro che erano in grado di saper almeno leggere e scrivere erano 6.965, dei quali 3.910 maschi e 3.055 femmine..